# BJOG – An International Journal of Obstetrics and Gynaecology
BJOG – An International Journal of Obstetrics and Gynaecology, abgekürzt BJOG, ist eine wissenschaftliche Fachzeitschrift, die vom Wiley-Blackwell-Verlag im Auftrag des britischen Royal College of Obstetricians and Gynaecologists veröffentlicht wird. Derzeit erscheint die Zeitschrift mit 13 Ausgaben im Jahr. Es werden Arbeiten aus allen Bereichen der Gynäkologie und Geburtshilfe veröffentlicht, beispielsweise zu den Themen Verhütung, Urogynäkologie oder Onkologie.
Der Impact Factor lag im Jahr 2019 bei 4,663. Nach der Statistik des Web of Knowledge wird das Journal mit diesem Impact Factor in der Kategorie Geburtshilfe und Gynäkologie an siebenter Stelle von 82 Zeitschriften geführt.

## Geschichte
Unter dem aktuellen Titel wurde die Zeitschrift von Band 107 im Jahr 2000 bis 2003 von Elsevier (Amsterdam u. a.) verlegt und dann von der Buchladenkette Blackwell’s (Oxford) übernommen, die 2007 in Wiley-Blackwell aufging.
Frühere Titel waren:
| Titel                                                                 | Bände                                       | ISSN      |
| --------------------------------------------------------------------- | ------------------------------------------- | --------- |
| British journal of obstetrics and gynaecology                         | 82 (1975) – 106 (1999)                      | 0306-5456 |
| The journal of obstetrics and gynaecology of the British Commonwealth | 68 (1961) – 81 (1974)                       | 0022-3204 |
| The journal of obstetrics and gynaecology of the British Empire       | 1 (1902) – 27 (1915); 28 (1921) – 67 (1960) | 0307-1871 |